# Daría González García
Daría González García (Pontevedra, 1912 - Pontevedra, 20 de enero de 1999) fue una profesora y política española, que fue reconocida con el Premio Ciudad de Pontevedra

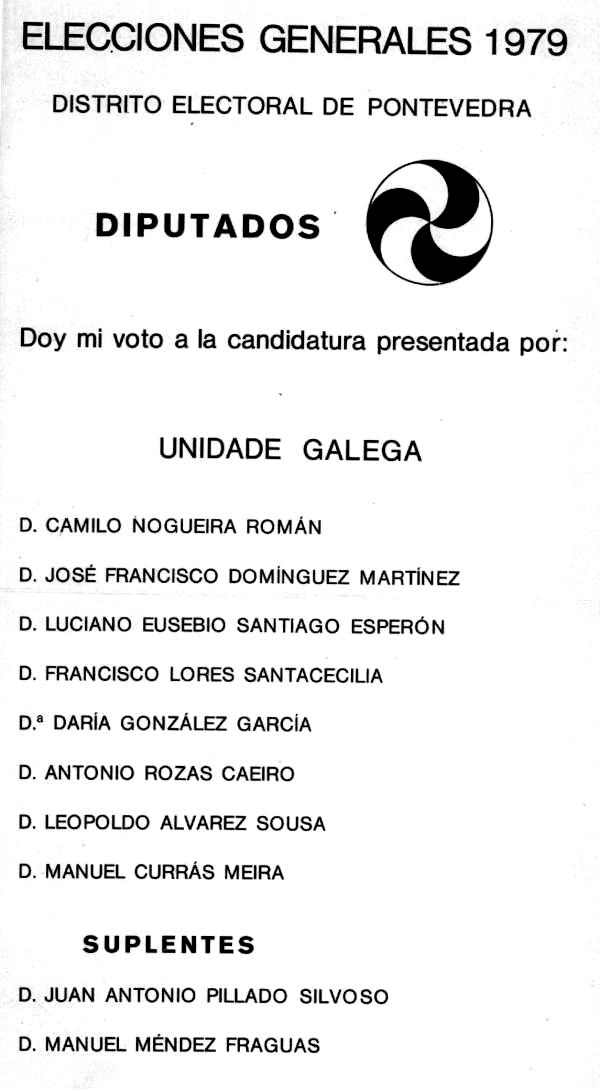
Papeleta de Unidad Gallega en la circunscripción electoral de Pontevedra en las elecciones generales de 1979 en la que figura Daría González García como candidata.

## Trayectoria
Estudió el bachillerato en Pontevedra y se licenció en Filosofía y Letras (sección Historia) en la Universidad de Santiago de Compostela en 1935, siendo pionera de la presencia femenina en la universidad. Fue una de las pocas mujeres que participó en el Seminario de Estudios Gallegos como miembro protector, del que también era miembro su hermano: Sebastián González García-Paz. Militó en el  Partido Gallego desde 1932.
Por sus antecedentes políticos, no le permitieron presentarse a las oposiciones de Ayudante de Instituto por su origen político, por lo que accedió a la Administración del Estado formando parte de la primera promoción de mujeres Técnicas de la Administración Civil del Estado, siendo destinada en la Inspección de Trabajo de Pontevedra. También estudió magisterio, graduándose en 1949.
En 1950 creó el Colegio Inmaculada en Pontevedra junto con su marido Francisco Cerviño, y Blas Arias, Ángel Piñón y sus esposas, Pilar Torrado y Concha Cimadevila.  Ejerció la docencia en este colegio hasta 1954, trabajando después como profesora en los institutos de Marín y Pontevedra.
Fue una de las personas fundadoras de la Fundación Alexandre Bóveda, formó parte del patronato de la Fundación Castelao, estuvo vinculada al Museo de Pontevedra y tuvo un papel destacado en la cultura local pontevedresa.
Fue elegida concejala de Pontevedra por Unidade Galega en las primeras elecciones democráticas y ocupó el cargo de teniente de alcalde de Cultura entre 1980 y 1983. Abandonó la política en 1983, tras el fracaso de su candidatura del Partido Gallego en las elecciones municipales de 1983.

## Reconocimientos
Fue galardonada con el Premio Ciudad de Pontevedra en 1988 y el Premio Amigos de Pontevedra en 1989.
El 2 de junio de 2020 y a propuesta del claustro de profesores, se oficializó el cambio de nombre del CEIP Príncipe Felipe de Pontevedra, que pasó a denominarse CEIP Daría González García.

## Vida personal
Su padre fue Bernardino González Paz y su abuelo, Lino Enrique García Requejo, maestro y masón que introdujo el sistema educativo Froebel en Galicia y publicó la obra Froebel y su sistema educativo en 1887.
Se casó con Francisco Cerviño Xesteira, abogado y profesor de historia, y tuvo tres hijos: Francisco, Enrique y Carlos Cerviño González.